# 许应龙
许应龙（?—?），字恭甫，福州闽县（今福建省福州市）人。南宋大臣。
许应龙五岁通晓经书要义，在座的客人说“小儿气食牛”，许应龙随着回答“丈夫才吐凤”，四坐之人都赞叹他。进入太学，嘉定元年（1208年）举进士。调任汀州教授，派到浙东宣抚司掾，改派为户部架阁。之后籍田令、太学博士。当时北方李全、时青归附宋朝，许应龙有“养虎遗患”之说，后来如其所言。升迁为国子博士、国子丞、宗学博士。
宋理宗即位，许应龙陈说：“正心为治国平天下之纲领。”转任秘书郎兼权尚右郎官，升迁为著作郎。请求外任，知潮州。陈三枪起兵赣州，出没在江西、福建、广东之间，势力很大。钟全相继为乱，枢密陈韡率领江西担任招捕使，三路调军，分道追剿。乱兵逼进潮州境，许应龙调水军、禁卒、士兵、弓守，扼守要害。明间谍，守关隘，断桥开堑，斩木塞路。点集激励民兵，明晓保家乡、守室庐、保全妻儿，检阅补充亲兵，每天加强训阅。随后横冈、桂屿相继报捷。
招捕司派遣统领官齐敏率军由漳州至潮州，截击赣州乱军余党。许应龙对齐敏曰：“兵法专攻薄弱环节，现在钟全势穷，陈三枪猖獗，如果先破钟全，则陈三枪不战可擒。”齐敏听命，于是乱军全部平定。还没有解严时，有行路旅客数人，当地武装搜出他们袋子里的金银，指认他们为贼党。许应龙辨明他们不是盗贼，于是释放，他们都下拜感泣。开始，人们怀疑许应龙是儒生不懂兵事，等见到他安排事务，分治百姓，静练雍容，没有不叹服的。僚属请上奏表功，许应龙说：“知州的本职就是捍城保民，何功之有？”距州六七十里有山斜，峒獠人所聚，请求耕种土地不输赋。禁兵与他们争斗，许应龙公平决断，其首领感悦，率领父老鸣缶击筒，欢跳着到潮州谢恩。去的那天，全州遮道相送。
端平初年，召为礼部郎官。入对时，宋理宗对许应龙：“卿治潮州有声誉，与李宗勉治台州齐名。”许应龙叩首回答：“民没有不可教化的，只是看牧民之人如何。臣治州幸免旷废政事，都是陛下德化所致，不是臣的能力。”兼荣文恭王府教授，力辞，转任国子司业。祭酒徐侨建议学校选派教职，首先就是名誉声望。许应龙以为不如按资格选派，资格一定，则侥幸之门路杜绝，请托之风停止。徐侨深以为然。当时有人仗势求职者，被极力抵制。
兼权直舍人院，转任国子祭酒。摄侍右侍郎兼学士院权直。当天，罢免郑清之、乔行简的制书，是许应龙所起草。次日在文德殿宣布完，宋理宗派遣中使召许应龙对他说：“起草制书很好。”许应龙再谢：“臣听说古人有言，进用一人就像把他抱在膝上，斥退一人就像把他扔到深渊里。如今二相请求免除机务，与陛下礼待大臣之意，可两全其美。”宋理宗以为他说的好，就令他草敕书戒谕将帅。后来，许应龙权吏部侍郎兼侍讲，兼权直学士院。试吏部侍郎，升任侍读，权兵部尚书。
当时纸币甚空严重，乔行简主张提取储金，州县迎合奉承，贫富都很害怕。许应龙上奏从民便、节用二说，乔行简同意。兼吏部尚书，迁兵部兼中书舍人。三次上书请求外任，不允。兼给事中，兼吏部尚书。嘉熙三年（1239年）再请外任，下诏免兼中书，拜为端明殿学士、签书枢密院事。多次请辞，正好正言郭磊卿有论疏，于是许应龙以端明殿学士提举洞霄宫。卒年八十一岁。赠资政殿学士、银青光禄大夫。应龙不急躁不争逐，不偏激不附和，不胡乱推荐人，而且也没有伤害别人的事。潮州之治，最值得记载。

## 延伸阅读
[在维基数据编辑]
 《宋史·卷419》，出自脱脱《宋史》